# アフロジャック
アフロジャック（Afrojack、本名: Nick Leonardus van de Wall、 1987年9月9日 - ）は、オランダ出身の音楽プロデューサー・トラックメイカー（ビートメイカー）・作曲家・編曲家の音楽アーティスト、DJである。
LDH EUROPE B.V. CEO。

## プロフィール
オランダの港湾都市ロッテルダムの郊外にある南ホラント州スパイケニッセで生まれ育った彼は5歳の時からピアノを弾き始め、早期からさまざまな音楽に触れる。11歳の頃、Fruity Loopsに出会い、自らの才幹と情熱を音楽創作に注ぎこみ、没頭。学業を終えた彼は本格的に音楽的キャリアを追求することを決意する。はじめ生計を立てるためパートタイムでバーやレストランにて、そしてまた、16歳の頃、ロッテルダムにあるクラブ「ラス・パルマス」で働く。
2006年、ギリシャのクレタ島に移り、様々なクラブで約5か月もの時を過ごす。

### キャリア
2007年に自らのレーベル「Wall Recordings」を設立。
2010年、オランダのシンガー・ソングライター、エヴァ・シモンズをフィーチャーした楽曲「Take Over Control」で世に頭角を現し、多くの諸国のチャートに現出する。7月にDavid Guettaと共作したシングル「Louder than Words」を、翌2011年8月「Lunar」をそれぞれリリースする。同年に発売された米国ラッパー、ピットブルの全米チャート第1位のシングル「Give Me Everything」をプロデュースかつニーヨ、並びにネイヤーとともにフィーチャリングした。また、米国歌手ビヨンセのシングル「ラン・ザ・ワールド (ガールス)」をNick van de Wall名義で手がける。
2013年に発表された楽曲「As Your Friend」で、米国歌手クリス・ブラウンをフィーチャー。
英国の『DJ Magazine』による世界のトップ100DJsのリストで、2010年に19位、2011年は7位、2012年と2013年には2年連続で9位に選出された。
2015年には三代目J Soul Brothers from EXILE TRIBEのシングル「Summer Madness」を提供。同年の第48回日本有線大賞受賞曲、第66回NHK紅白歌合戦歌唱楽曲に選ばれた。
2016年、LDHとマネージメント契約をしたことを発表。
2020年、高級車メーカー・ランボルギーニ創始者フェルッチオ・ランボルギーニの孫娘であるエレットラ・ランボルギーニと結婚を発表。

## ディスコグラフィ

### アルバム
- Lost & Found (2010)
- Lost & Found 2 (2011)
- It's a Matter Of... (2013)
- Forget The World (2014)
- Press Play (2018)
- AFROJACK presents NLW (2022)

### 主なシングル
- Drop Down (Do My Dance) (2008)
- Take Over Control (2010)
- Louder than Words (2010)
- Selecta (2011)
- The Way We See the World (2011)
- No Beef (2011)
- Lunar (2011)
- Can't Stop Me 2012)
- Rock the House (2012)
- As Your Friend (2013)
- The Spark (2013)
- Turn Up the Speakers (2014）
- Hey Mama(2015)
- Summer Madness (2015)
- Hey (2016)

## 楽曲提供

### 作詞・作曲
- 三代目J Soul Brothers from EXILE TRIBE「Summer Madness」（2015年）
- PKCZ® feat. AFROJACK, CRAZYBOY, ANARCHY, SWAY, MIGHTY CROWN (MASTA SIMON & SAMI-T)「MIGHTY WARRIORS」（2016年）
- DANCE EARTH PARTY feat. Afrojack「To The World」（2017年）
- HIROOMI TOSAKA「WASTED LOVE」「DIAMOND SUNSET」（2017年）
- 三代目J Soul Brothers from EXILE TRIBE「SCARLET」（2019年）